# 石川宗弘
石川 宗弘（いしかわ むねひろ、寛永7年12月22日（1631年1月24日） - 元禄4年1月28日（1691年2月25日））は、江戸時代の伊達氏家臣。仙台藩の家格は一門筆頭。角田石川家第4代当主。

## 生涯
寛永7年（1630年）12月22日、石川宗敬の子として生まれる。母は牟宇姫なので伊達政宗の外孫にあたる。幼名は国千代。同10年（1633年）8月27日、4歳のとき、若林城に滞在していた藩主伊達政宗に謁見、同17年（1640年）2月、11歳で元服し、2代藩主忠宗から偏諱を賜り、大和宗広（むねひろ、読み同じ）と改めた。その後、通称は民部と改め、さらに駿河と改めた。正保3年（1646年）3月、父の宗敬が隠居し、宗弘は17歳で石川家第4代当主となった。
慶安2年（1649年）8月、将軍徳川家光の要請により仙台城下小田原玉手崎で東照宮（仙台東照宮）造営が始まる。同年11月10日には、鷹野に出た藩主・忠宗が角田石川氏の角田要害に宿泊し、宗弘は弟の宗信と宗定らとともに饗応し、御礼として脇差を賜っている。なお、東照宮（仙台東照宮）造営は、5年後の承応3年（1654年）2月に完成した。宗弘は藩主忠宗に命ぜられ、勧請のため江戸に赴き、3月17日、仙台にて遷宮式を行った。
明暦元年（1655年）11月、家臣の曲木修理他2名を京都に遣わし、水無瀬氏信 の息女梁姫を正室として迎える。翌年の4月13日、新築したばかりの石川氏の仙台屋敷に 梁姫は入り、宗弘と婚姻し正室となる。
寛文6年（1666年）宗弘にはじめ跡継ぎの男子がいなかった為、前藩主伊達綱宗の3男の弁之助（後の伊達宗贇、当時 2歳。母は側室の三沢初子）を養嗣子にすることを藩に願い出、同年8月、正式に認可された。以後7歳に至るまで、仙台藩江戸屋敷で養育されることとなった。
寛文8年（1668年）8月、祖母於山方（伊達政宗の側室・妙安）が、9月には、宗弘の正室梁姫が歿した（享年26）。翌月の10月には父の石川宗敬も歿し、石川家に不幸が続いた。
寛文9年（1669年）9月、石川家知行地の刈田郡湯原村と信夫郡茂庭村で境界争いが発生したが、幕府の裁決により、事なきを得た。また、寛文11年（1671年）3月には、寛文事件が発生し、事件収束後、宗弘は仙台藩の御礼総代として、江戸に赴き、4代将軍徳川家綱に謁して御礼を述べた。このとき、将軍徳川家綱は宗弘に江戸での乗物を免じて優遇を蒙った。
同年12月、弁之助は江戸屋敷で元服し、父の伊達綱宗より偏諱を賜り、石川宗昭（いしかわ むねあき）と改め、通称は主馬と称した（のちに兄で藩主の伊達綱基（のちの綱村）より偏諱を賜って基弘（もとひろ）に改名している）。
一方、石川家知行地の治水事業は、父宗敬の築堤事業のあとをうけて、野谷地大開発を推し進め、新田開発は1000町歩近くに達した。その成果が、延宝6年（1678年）に所領2138貫98文（21,380石余）という最終知行額に結果した。これは、初代石川昭光入封の時の倍額を超える知行地となった。天和2年（1682年）には、磐井郡徳田村の領地を伊具郡館山村・小坂村・花島村・神次郎村、刈田郡関村、柴田郡沼辺村の明地と換え、知行地となった。また、角田愛宕神社・斗蔵観音堂・重光院の再建、妙安寺・台山阿弥陀堂の建立、など仏閣の建立修築にも意を注いだ。
天和2年（1682年）12月21日、養嗣子の石川基弘は18歳となり、宗弘の息女玉千代姫（8歳）と正式に婚約し配せられ、睦まじく暮らしていた。ところが、2年後の貞享元年（1684年）2月、基弘が20歳のとき、伊予国宇和島藩第2代藩主伊達宗利の養嗣子となることを、藩より突如命ぜられ、宇和島伊達家に婿養子に入ることとなった。
石川基弘は玉千代姫と離縁し、翌月の3月には角田を発して、4月には宇和島藩に入ったという。そして伊達宗利の次女と婚姻し婿養子となり伊達宗贇と改名した（その後、元禄6年（1693年）には伊予国宇和島藩第3代藩主となった）。
同年12月、養嗣子がいなくなったため、宗弘はやむをえず、姉（千代鶴姫）の嫁ぎ先、岩出山伊達氏第2代当主伊達宗敏の6男・砂金右衛門を養嗣子にと藩に願い出、翌年の貞享2年（1685年）1月、石川宗恒と改めさせ中務と称し、4月、付人の家臣4人とともに石川家に入り、宗弘の養嗣子となった。
貞享3年（1686年）5月、磐井郡釘子村・保呂羽村を収め、刈田郡津田村・犬卒塔婆村を賜り、栗原郡鶯沢の替地として伊具郡神次郎村、刈田郡内親村を拝領する。
元禄元年（1688年）8月、嗣子の宗恒は宗弘の息女玉千代姫（14歳）を正室とする。しかし、翌年の元禄2年（1689年）8月、子が授からないまま玉千代姫は歿してしまう（享年15）。元禄3年（1690年）9月には、宗弘は病となり、宗恒は妻も無く嗣子もいなかったため、宗弘の李子、松之助（石川村弘）を養嗣子にすることを藩に願い出た。
元禄3年（1690年）12月、宗弘は仙台藩の政治について、深く研究したところを書きまとめ、一冊の書としていたものを、石川家家老曲木弥一を以って、藩主・伊達綱村に献上した。本来なら、この年の秋から登城して直接述べるつもりであったが、病によりはたせず、家臣に依頼したもので、「石川宗弘遺言書」と称される。それは、仙台藩家臣の惣座上、つまり家臣第一等（一門第一席）の地位にある者としての責任から、藩政について政治上の意見書で、当時最大の懸案であった財政再建を中心に、藩主伊達綱村の政治姿勢や性格を考慮しての諫言であった。
元禄4年（1691年）1月3日、宗恒の養嗣子として松之助が正式に藩から認可される。また、同月の20日、角田要害の料理之間より出火し、表奥の家屋が焼尽した。宗弘と松之助は共に避難し外人屋に移り住む。それから、8日後の28日、石川宗弘は歿した。享年62。墓所は角田市の長泉寺。自徳殿白峰円明大居士と法諡する。

## 系譜
- 父: 石川宗敬
- 母: 牟宇姫（伊達政宗の第2息女）
- 正室: 梁姫（水無瀬氏信の息女）
- 側室: 某氏
  - 長女: 政子（玉千代姫）
  - 養子: 石川基弘（仙台藩第3代藩主・伊達綱宗の3男。幼名は弁之助、元服後の初名は石川宗昭） - のちに伊予国宇和島藩第3代藩主・伊達宗贇となる。
  - 養子: 石川宗恒（岩出山伊達氏第2代当主伊達宗敏の6男）石川氏第5代当主となる。
  - 長男: 石川村弘（幼名は松之助）石川宗恒の嗣子。石川氏第6代当主となる。